# 메꽃~평일 오후 3시의 연인들~
《메꽃~평일 오후 3시의 연인들~》(일본어: 昼顔〜平日午後3時の恋人たち〜)은 2014년 7월 17일부터 9월 25일까지 후지 TV 목요극장 시간대(매주 목요일 22:00 ~ 22:54, JST)에서 방송된 일본의 텔레비전 드라마이다. 주연은 우에토 아야.

## 개요
캐치프레이즈는, 〈오후 3시, 나는, 《아내》를 벗어 던진다.〉.

## 캐스트

### 주요 인물
사사모토 사와 (31) - 우에토 아야
슌스케의 아내. 슈퍼에서 파트타이머로 일한다.
타키가와 리카코 (39) - 키치세 미치코
토오루의 아내.
키타노 유이치로 (33) - 사이토 타쿠미
고교 이과 교사.
카토 오사무 (45) - 키타무라 카즈키
잡지 등에 삽화를 그리는 화가.

### 주요 인물의 가족

#### 사와의 가족
사사모토 슌스케 (38) - 스즈키 코스케
사와의 남편.
사사모토 케이코 (60) - 타카하타 아츠코
슌스케의 어머니.

#### 리카코의 가족
타키가와 토오루 (50) - 키노시타 호카
리카코의 남편. 여성지 〈BONITO〉의 편집장.
타키가와 마나 - 야마구치 마유
장녀.
타키가와 하루나 (8) - 토요시마 하나
차녀.

#### 유이치로의 가족
키타노 노리코 - 이토 아유미
유이치로의 아내. 대학 연구실 강사.

### 주요 인물의 관계자
하세가와 미스즈 (26) - 키나미 하루카
슌스케의 부하.
하기와라 토모야 (29) - 후치카미 야스시
리카코의 불륜 상대.
마츠다 미네코 - 타치바나 유키코
사와의 파트타이머 동료.
시미즈 히로미 - 하라다 카나
주임. 사와의 상사.
미즈타니 쿄코 - 콘도 요코
여성지 〈BONITO〉의 편집자. 토오루의 부하.

#### 고교
유이치로가 근무하는 고교.
키노시타 케이타 - 켄타로
유이치로의 제자.
고토 마나미 - 타나카 히나코
유이치로의 제자.

### 게스트
인터넷 만남 남성 - 이토 히데아키 (제1화)

미시마 - 코노 야스로 (제1·9화)
형사.
사쿠라 아키 - 타카하시 카오리 (제8 ~ 최종화)

매니저 - 무라카미 준 (제9화)

오리하라 - 나카무라 이쿠지 (최종화)
노리코의 아버지.

## 스태프
- 각본 - 이노우에 유미코
- 음악 - 칸노 유고
- 연출 - 니시타니 히로시, 타카노 마이, 니시자카 미즈나리, 미츠노 미치오
- 주제가 - 히토토 요 feat. SOIL&“PIMP”SESSIONS 〈타인의 관계〉 (유니버설 뮤직/EMI Records)
- 메인 테마 곡 - 아오키 카렌 〈Never Again〉 (램블링 레코즈)
- 타이틀 백 협력 - MAKE UP FOR EVER
- 선곡 - 이시이 카즈유키
- 제작 협력 - 카도카와 다이에이 스튜디오
- 프로듀스 - 미사오 레이코, 시미즈 카즈유키
- 제작 저작 - 후지 TV 드라마 제작부

## 방송 일자
| 각 화                                                       | 방송일          | 부제 (서브 타이틀)                                           | 연출              | 시청률 |
| ----------------------------------------------------------- | --------------- | ------------------------------------------------------------ | ----------------- | ------ |
| 제1화                                                       | 2014년 7월 17일 | 사랑하는 아내들의 무섭고 아프고 사랑스러운 러브 스토리       | 니시타니 히로시   | 13.3%  |
| 제2화                                                       | 7월 24일        | 젖은 키스…아내들의 공모                                      | 니시타니 히로시   | 13.5%  |
| 제3화                                                       | 7월 31일        | 아내의 실연…본심 이야기하는 칠석 밤                          | 타카노 마이       | 12.0%  |
| 제4화                                                       | 8월 7일         | 아내를 강하게 하는 사랑…각오의 키스                          | 니시자카 미즈나리 | 13.1%  |
| 제5화                                                       | 8월 14일        | 악녀 탄생 아내가 일선을 넘은 날                              | 니시타니 히로시   | 11.8%  |
| 제6화                                                       | 8월 21일        | 비밀의 사랑이 탄로나는 때…남편의 함정                        | 타카노 마이       | 10.9%  |
| 제7화                                                       | 8월 28일        | 사랑의 종언…일상에 돌아가는 괴로움                           | 니시자카 미즈나리 | 13.8%  |
| 제8화                                                       | 9월 4일         | 아내의 추급…수라장이 시작된다                                | 미츠노 미치오     | 15.6%  |
| 제9화                                                       | 9월 11일        | 확실히 무너져 가는 일상…남편의 눈물                          | 니시자카 미즈나리 | 15.1%  |
| 제10화                                                      | 9월 18일        | 도피행…시험받는 사랑의 강도                                  | 타카노 마이       | 16.7%  |
| 최종화                                                      | 9월 25일        | 죄에서 시작된 사랑 완결…아내가 선택하는 건 남편인가 연인인가 | 니시타니 히로시   | 16.5%  |
| 평균 시청률 13.9% (시청률은 칸토 지방·비디오 리서치사 조사) |                 |                                                              |                   |        |

- 첫회·최종회는 15분 확대 (21:00 ~ 22:09).

## 영화
《메꽃》의 제목으로 2017년 여름에 개봉 예정이다. 감독은 니시타니 히로시, 각본은 이노우에 유미코가 담당하고 드라마 판에서 유임된다. 스토리는 드라마의 결말에서 3년 후가 그려진다.

### 캐스팅
사와 - 우에토 아야
키타노 유이치로 - 사이토 타쿠미
키타노 노리코 - 이토 아유미
스기자키 나오토 - 히라야마 히로유키

### 스탭
- 감독 : 니시타니 히로시
- 각본 : 이노우에 유미코

### 스핀오프
스핀오프 블로그《메꽃~평일 오후 3시의 이웃 일기~》는 아메바가 제공하는 블로그이다.